# 아노촌 (미에현)
아노촌(安濃村)은 미에현 아노군에 있던 촌이다. 현재의 쓰시의 남동부,에 해당한다.

## 역사
- 1889년 4월 1일 - 정촌제 시행에 의해 아노군 아노촌이 성립하였다.
- 1955년 1월 15일 - 스구리촌, 아케아이촌, 구사와촌과 합병해 교와촌이 성립하여,  동일 아노촌은 폐지되었다.

## 교통

### 철도
- 아노 철도
  - 본선 (1944년 중단, 1972년 폐지)

### 도로
현재는 이세자동차도 아노휴게소 상행선에 위치해 있지만, 당시에는 미개통 상태였다.

## 참고문헌
- 가도카와 일본 지명 대사전 24 三重県